# Eddie Johnson (1955–2020)
Eddie Johnson, właśc. Edward Lee Johnson Jr., pseud. „Fast Eddie” (ur. 24 lutego 1955 w Ocala na Florydzie, zm. 26 października 2020) – amerykański zawodowy koszykarz, dwukrotny uczestnik NBA All-Star Game, zaliczany do składów najlepszych obrońców ligi.
Wybrany z dalekim numerem w drafcie 1977, Johnson rozegrał 10 sezonów (1977–1987) w NBA w zespołach Atlanta Hawks, Cleveland Cavaliers i Seattle SuperSonics. Najlepsze lata swojej kariery spędził w zespole z Atlanty. W najbardziej udanym pod względem statystycznym sezonie (1980/81) notował średnio 19,1 punktu, 5,4 asysty, 2,4 zbiórki oraz 1,7 przechwytu. Występując w Hawks brał dwukrotnie udział w NBA All-Star Game (1980–1981), również dwukrotnie wybierano go do drugiego składu najlepszych obrońców ligi. Wyróżniała go duża szybkość prowadzenia gry oraz łatwość zdobywania punktów.
Przez lata borykał się jednak z uzależnieniem od kokainy. Z czasem jego szybkość oraz poziom gry zaczął spadać, aż w połowie sezonu 1985/86 został wymieniony do Cleveland Cavaliers, w zamian za Johnny’ego Davisa. Dograł tam sezon do końca, ale kiepska reputacja związana z jego nałogiem spowodowała, że nie mógł znaleźć pracodawcy na kolejne rozgrywki. Podjął więc decyzję o odbyciu odwyku. Wcześniej z powodu narkotyków był już kilkukrotnie zawieszany.
Po powrocie z odwyku zatrudnił się w lidze CBA, w zespole Tampa Bay Thrillers. W jego barwach notował średnio 21,9 punktu. jego znakomita postawa spowodowała, iż 23 marca 1987 roku został zatrudniony przez Seattle SuperSonics. Zanim jeszcze zasilił szeregi Sonics wystąpił w meczu gwiazd ligi CBA, otrzymując w nim tytuł MVP. Natomiast po zakończeniu zmagań ligowych otrzymał nagrodę dla najlepszego nowo-przybyłego zawodnika ligi oraz nominację do pierwszego składu najlepszych zawodników CBA. Już po jego odejściu zespół Thrillers zdobył mistrzostwo ligi.
W barwach SuperSonics rozegrał 24 spotkania sezonu 1986/87 oraz 14 play-off. Po raz kolejny jednak zawiódł, nie przechodząc testu antynarkotykowego. W związku z powyższym liga zabroniła mu już dożywotnio występów w NBA. W ten sposób zakończyła się jego sportowa kariera.
Młodszy brat Eddiego, Frank, był zawodnikiem i trenerem w NBA.

## Osiągnięcia
CBA
- Najlepszy nowo-przybyły zawodnik roku CBA (1987)[6]
- MVP meczu gwiazd CBA (1987)[7]
- Wybrany do I składu All-CBA (1987)
- Uczestnik meczu gwiazd CBA (1987)[7]

NBA
- 2-krotny uczestnik meczu gwiazd NBA (1980-1981)[2]
- 2-krotnie wybierany do II składu defensywnego NBA (1979-1980)[3]
- Zawodnik tygodnia NBA (21.02.1982)[8]